# Tuse Herred

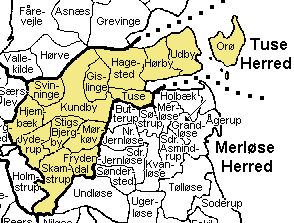
Tuse Herred

Tuse Herred was een herred in het voormalige Holbæk Amt in Denemarken. Tuse wordt in Kong Valdemars Jordebog vermeld als Tuzæhæreth. In 1970 werd het gebied deel van de nieuwe provincie Vestsjælland. 

## Parochies
Tuse omvatte oorspronkelijk 13 parochies. Orø werd in 1933 aan Tuse toegevoegd, eerder was het deel van Horns Herred in Frederiksborg Amt.
- Frydendal
- Gislinge
- Hagested
- Hjembæk
- Hørby
- Jyderup
- Kundby
- Mørkøv
- Orø
- Skamstrup
- Stigs
- Svinninge
- Tuse
- Udby